# Nymphon rybakovi
Nymphon rybakovi är en havsspindelart som beskrevs av Pushkin, A.F. 1993. Nymphon rybakovi ingår i släktet Nymphon och familjen Nymphonidae.
Artens utbredningsområde är Södra Ishavet. Inga underarter finns listade i Catalogue of Life.